# We All Sleep Alone
«We All Sleep Alone» («Ми всі спимо на самоті») — пісня американської співачки Шер та другий офіційний сингл її вісімнадцятого студійного альбому «Cher» (1987), випущений 28 січня 1988 на лейблі «Geffen Records». Сингл також вийшов на відеокасеті з відеокліпом, знятим Шер.

## Історія
Пісню написали та спродюсували Дезмонд Чайлд, Джон Бон Джові та Річі Самбора. Через 10 років після виходу, пісня була реміксована Тоддом Террі, ця версія увійшла до альбому Шер «Believe» 1998 року.

## Оцінка
«We All Sleep Alone» отримала високу оцінку від сайту «AllMusic», який назвав її «їдкою піснею».

## Музичне відео
Існує дві версії кліпів до «We All Sleep Alone». У першій присутні тільки Шер та її коханець Роб Каміллетті, що показані у великій спальні. Друга версія включає кадри з першої та кліп з танцюристами на вулицях та Шер на сцені.
31 березня 1988 року відео вийшло у США на VHS-промо-касеті. У 2004 році відео офіційно вийшло у відеозбірці на DVD «The Very Best of Cher: The Video Hits Collection».

## Трек-лист
- Американський та європейський 7-дюймовий LP та касетний сингл

1. «We All Sleep Alone» (Remix) — 3:53
2. «Working Girl» — 3:57

- Європейський 12-дюймовий LP та CD сингл

1. «We All Sleep Alone» (Remix) — 3:53
2. «Working Girl» — 3:57
3. «I Found Someone» — 3:42

## Чарти
| Чарт (1988)                          | Позиція |
| ------------------------------------ | ------- |
| Canada Top Singles (RPM)             | 27      |
| Canada Adult Contemporary (RPM)      | 5       |
| Польща (LP3)                         | 18      |
| Велика Британія (UK Singles Chart)   | 47      |
| США (Billboard Hot 100)              | 14      |
| США (Adult Contemporary) (Billboard) | 11      |
| США (Cash Box Top 100)               | 12      |